# Fábio Zambiasi
Fábio Zambiasi, teilweise nur Zambiasi genannt, (* 2. Juli 1966 in Nova Bréscia, Rio Grande do Sul; † 7. Februar 2022 in Soledade, Rio Grande do Sul) war ein brasilianischer Fußballspieler.

## Sportlicher Werdegang
Zambiasi spielte bei Grêmio Santanense, als der Klub ins Blickfeld des deutschen Zweitligisten 1. FC Saarbrücken geriet. Im Januar 1993 nahm er als Gastspieler am Trainingslager des Klubs in Südamerika teil, Trainer Peter Neururer sprach sich jedoch stattdessen für eine Verpflichtung des im vorherigen Sommer gemeinsam mit Karl-Heinz Feldkamp zu Galatasaray Istanbul gewechselten Reinhard Stumpf aus. Im Juli des Jahres lieh der Klub ihn aus Brasilien aus. Anfangs in der Startformation, rutschte er nach einer 0:4-Niederlage beim VfL Bochum am achten Spieltag der Zweitligasaison 1993/94 auf die Ersatzbank. Nachdem er zwischenzeitlich wieder zweimal in der Startformation gestanden war, war er ab November 1993 wiederum außen vor – der saarländische Klub hatte den Georgier Murtaz Shelia verpflichtet, der fortan neben Eric Wynalda und Juri Nikolajewitsch Sawitschew einen der drei Ausländerplätze belegte. Zwischenzeitlich verletzt, kehrte Zambiasi im Winter nach Brasilien zurück und kehrte aber nach der Winterpause nicht aus dem Heimaturlaub zurück. Kurz vor Ende der Wintertransferperiode wurde der Leihvertrag Anfang Februar 1994 aufgelöst, da mit dem georgischen Leihspieler Giorgi Kinkladse ein weiterer Ausländer hinzugekommen war.
Später spielte Zambiasi in der Série A für Coritiba FC, später lief er noch für die auf nationaler Ebene unterklassig antretenden brasilianischen Klubs América FC (SP), Avaí FC, Iraty SC und EC São José auf.
Im Februar 2022 kam Zambiasi bei einem Unfall ums Leben.